# Ensemble vers l'alternative
Ensemble vers l'alternative (EVA, dénomination en néerlandais Eenheid voor een alternatief) était la dénomination des listes du cartel entre Solidarité et participation, le Parti ouvrier socialiste et le Parti communiste (et, au moins à Saint-Gilles, des Verts pour une gauche alternative, VEGA) dans huit communes bruxelloises lors des élections communales belges du 9 octobre 1988. Aucune de ces listes n'obtint d'élu. Aux élections communales suivantes, des listes Gauches unies se présentèrent dans plusieurs communes bruxelloises avec le soutien du PC, du POS et de VEGA.

## Résultats électoraux
source: résultats officiels des élections belges
- Anderlecht 301 voix - 0,66 % (1982: liste PCB-KP 904 voix - 1,78 %)
- Bruxelles 500 voix - 0,85 % (1982: liste PCB-KP 996 voix - 1,53 %)
- Etterbeek 104 voix - 0,51 % (1982: pas de liste PCB-KP)
- Forest 366 voix - 1,59 % (1982: pas de liste PCB-KP)
- Ixelles 530 voix - 1,53 % (1982: liste PCB-KP 985 voix - 2,55 %)
- Molenbeek-Saint-Jean 121 voix - 0,42 % (1982: pas de liste PCB-KP)
- Saint-Gilles 110 voix - 0,72 %  (1982: pas de liste PCB-KP)
- Watermael-Boitsfort 274 voix - 1,77 % (1982: liste PCB-KP 332 voix - 2,01 %)